# Jeziorsko (gromada)
Jeziorsko – dawna gromada, czyli najmniejsza jednostka podziału terytorialnego Polskiej Rzeczypospolitej Ludowej w latach 1954–1972.
Gromady, z gromadzkimi radami narodowymi (GRN) jako organami władzy najniższego stopnia na wsi, funkcjonowały od reformy reorganizującej administrację wiejską przeprowadzonej jesienią 1954 do momentu ich zniesienia z dniem 1 stycznia 1973, tym samym wypierając organizację gminną w latach 1954–1972.
Gromadę Jeziorsko siedzibą GRN w Jeziorsku utworzono – jako jedną z 8759 gromad na obszarze Polski – w powiecie tureckim w woj. poznańskim, na mocy uchwały nr 39/54 WRN w Poznaniu z dnia 5 października 1954. W skład jednostki weszły obszary dotychczasowych gromad Jeziorsko, Klonówek, Maszew, Ostrów Wartski, Wola Miłkowska, Zakrzew i Zaspy Miłkowskie ze zniesionej gminy Jeziorsko w tymże powiecie. Dla gromady ustalono 20 członków gromadzkiej rady narodowej.
31 grudnia 1971 do gromady Jeziorsko włączono miejscowości Mikołajewice, Tądów Górny, Tomisławice, Ustków, Wola Zadąbrowska, Zadąbrów-Rudynek i Zadąbrów-Wiatraczyska ze zniesionej gromady Ustków w tymże powiecie.
Gromada przetrwała do końca 1972 roku, czyli do kolejnej reformy gminnej.